# Vinícius Elias Teixeira
Vinicius Elias Teixeira (Cuiabá, 31 de dezembro de 1977), é um ex-jogador brasileiro de futsal que atuava como ala. Encerrou sua carreira em 2014 na equipe da ADC Intelli/Orlândia.

## Biografia e carreira
Teixeira iniciou sua carreira em Araçatuba, no estado de São Paulo. Posteriormente, foi para Santos jogar semi profissionalmente. Ele foi campeão da Liga Nacional de Futsal em 1997, 2001 e 2002. Nos Jogos Sul-Americanos de 2006, realizados em Buenos Aires, foi capitão da Seleção Brasileira na conquista da medalha de ouro.
Nos Jogos Pan-Americanos de 2007, realizados no Rio de Janeiro, Teixeira foi, novamente, medalha de ouro. A Seleção Brasileira derrotou a Seleção Argentina na final por 4 a 1. O jogador foi vice-artilheiro da competição, com seis gols marcados.
Na Copa do Mundo de Futsal de 2008, Teixeira foi capitão do time e sagrou-se campeão mundial após o Brasil derrotar a Seleção Espanhola por 4 a 3 nos pênaltis na final.
Ao longo de sua carreira atuou por diversos clubes, entre eles, os brasileiros Carlos Barbosa, Atlético Mineiro e ADC Intelli Orlândia, os espanhóis Inter Movistar e ElPozo Murcia e a equipe russa do Dínamo Moscou.
Ele é irmão do também jogador de futsal Lenísio Teixeira Júnior.

## Títulos

### Clubes
- Grand Prix: 2005, 2009
- Copa do Mundo de Futsal da FIFA: 2008 e 2012
- Liga Nacional de Fútbol Sala: 2005–06, 2006–07, 2008–09
- Copa de España: 2008
- Liga Futsal: 1997, 2001, 2002, 2012
- Taça Brasil de Futsal: 2001
- Supercopa de España: 2006, 2010

### Individuais
- Melhor jogador da LNFS: 2008–09, 2009–10
- Melhor ala da LNFS: 2008–09, 2009–10